# جاد غريغ
جاد غريغ (بالإنجليزية: Judd Gregg)‏ (و. 1947  م) هو سياسي، ومحامي أمريكي، ولد في ناشوا، هو عضوٌ في الحزب الجمهوري.

## مناصب
تولى منصب عضو مجلس الشيوخ الأمريكي (3 يناير 2009–3 يناير 2011)
- عضو مجلس الشيوخ الأمريكي (3 يناير 2007–3 يناير 2009)[4]
- عضو مجلس الشيوخ الأمريكي (4 يناير 2005–3 يناير 2007)[4]
- عضو مجلس الشيوخ الأمريكي (3 يناير 2003–3 يناير 2005)[4]
- عضو مجلس الشيوخ الأمريكي (3 يناير 2001–3 يناير 2003)[4]
- عضو مجلس الشيوخ الأمريكي (6 يناير 1999–3 يناير 2001)[4]
- عضو مجلس الشيوخ الأمريكي (3 يناير 1997–3 يناير 1999)[4]
- عضو مجلس الشيوخ الأمريكي (3 يناير 1995–3 يناير 1997)[4]
- عضو مجلس الشيوخ الأمريكي (5 يناير 1993–3 يناير 1995)[4]
- عضو مجلس الشيوخ الأمريكي (3 يناير 1993–3 يناير 2011)
- حاكم نيو هامبشاير  [لغات أخرى]‏ (4 يناير 1989–2 يناير 1993)
- حاكم نيو هامبشاير  [لغات أخرى]‏ (4 يناير 1989–7 يناير 1993)
- عضو مجلس النواب الأمريكي.

## التعليم
تعلم في كلية الحقوق في جامعة بوسطن، وتحصل منها على ماجستير القانون (حتى 1975)، وكلية الحقوق في جامعة بوسطن، وتحصل منها على دكتوراه في القانون (حتى 1972)، وجامعة كولومبيا، وتحصل منها على بكالوريوس في الفنون (حتى 1969)، وأكاديمية فيليبس إكستر (حتى 1965)، ومدرسة ثانوية.

## وصلات خارجية
- جاد غريغ على موقع IMDb (الإنجليزية)
- جاد غريغ على موقع إن إن دي بي (الإنجليزية)
- جاد غريغ في قاعدة بيانات الأفلام على الإنترنت